# Pere Carbonell i Fita
Pere Carbonell i Fita (Barcelona, 18 de gener de 1916 - Barcelona, 18 de desembre del 2014) fou un mestre i polític català.

## Biografia
Abans de la guerra civil espanyola estudiava a l'Escola Normal de la Generalitat de Catalunya i militava a la Federació Nacional d'Estudiants de Catalunya (FNEC). Quan esclatà el conflicte ingressà a l'Escola Popular de Guerra i lluità en l'arma d'artilleria. Assolí el grau de tinent d'artilleria i fou ascendit a capità per mèrits de guerra en 1938. En acabar la guerra s'exilià a França, on fou internat en alguns camps de concentració. Poc després tornà i fou empresonat fins a 1945 per la seva pertinença a la secció militar del Front Nacional de Catalunya. Fou tancat de 1939 a 1943 a les presons de Figueres i Poblenou, i el 1944 fou internat a la Presó Model de Barcelona fins que fou alliberat el 1945.
Un cop alliberat treballà com a director comercial i no milità a cap partit polític, encara que fou membre d'Òmnium Cultural, d'Ona Cultural, de la Unió Excursionista de Catalunya i de l'Associació de Veïns del barri d'Horta. Ha estat fundador i president del Club de Marketing de Barcelona. El 1980 fou nomenat director general de Comerç de la Generalitat de Catalunya i a les eleccions al Parlament de Catalunya de 1984 fou elegit diputat independent dins les llistes de Convergència i Unió, tot i que va renunciar en 1985. El 2012 va guanyar la Creu de Sant Jordi. El 18 de gener del 2014 va morir a Barcelona. És pare de Jordi Carbonell i Jaume Carbonell.

## Obres
- Tres Nadals empresonat (1939-1943) (1999)
- Nadal en la presó Model (1944-1945) (2000)
- Entre la vocació i el deure (2002)
- Formant mestres per a la democràcia (2003)
- Obrint camins a l'esperança (2005)
- Entre la política i la pedagogia (2009)